# Ernst Altstaedt

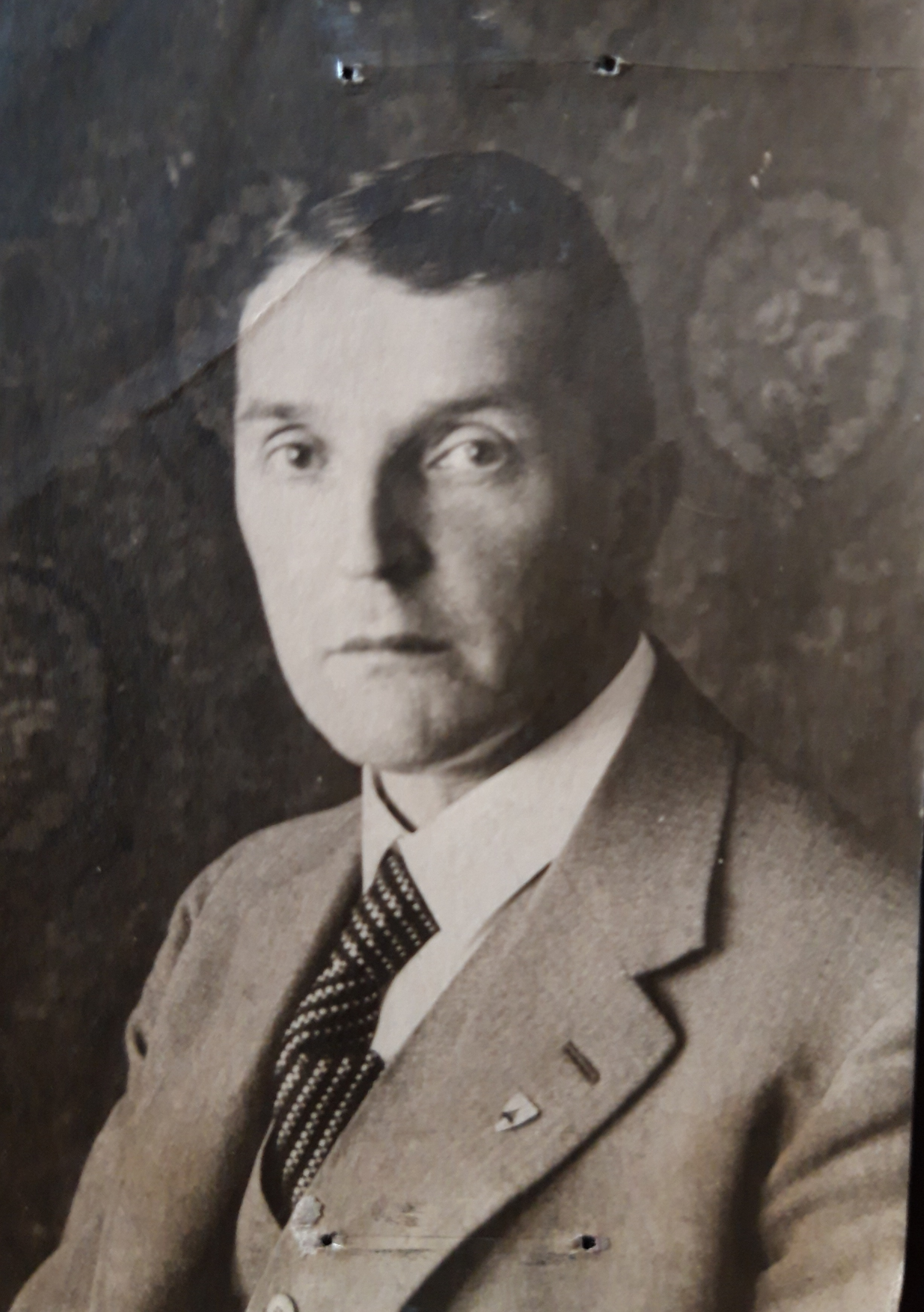
Dr. Ernst Ferdinand Altstaedt, 1929

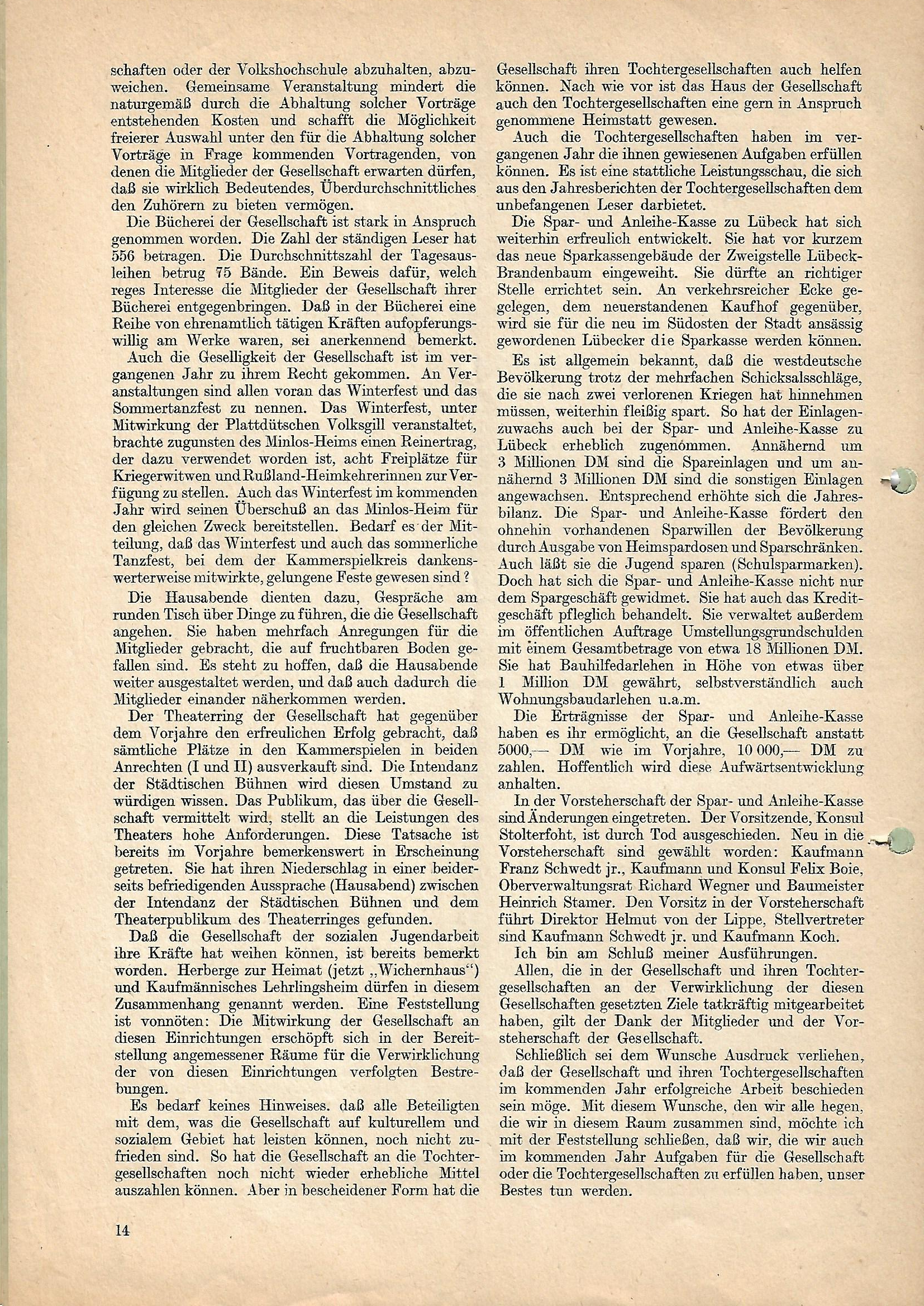
Dieser Nachruf ist zu finden in den Lübeckischen Blättern vom Januar 1954

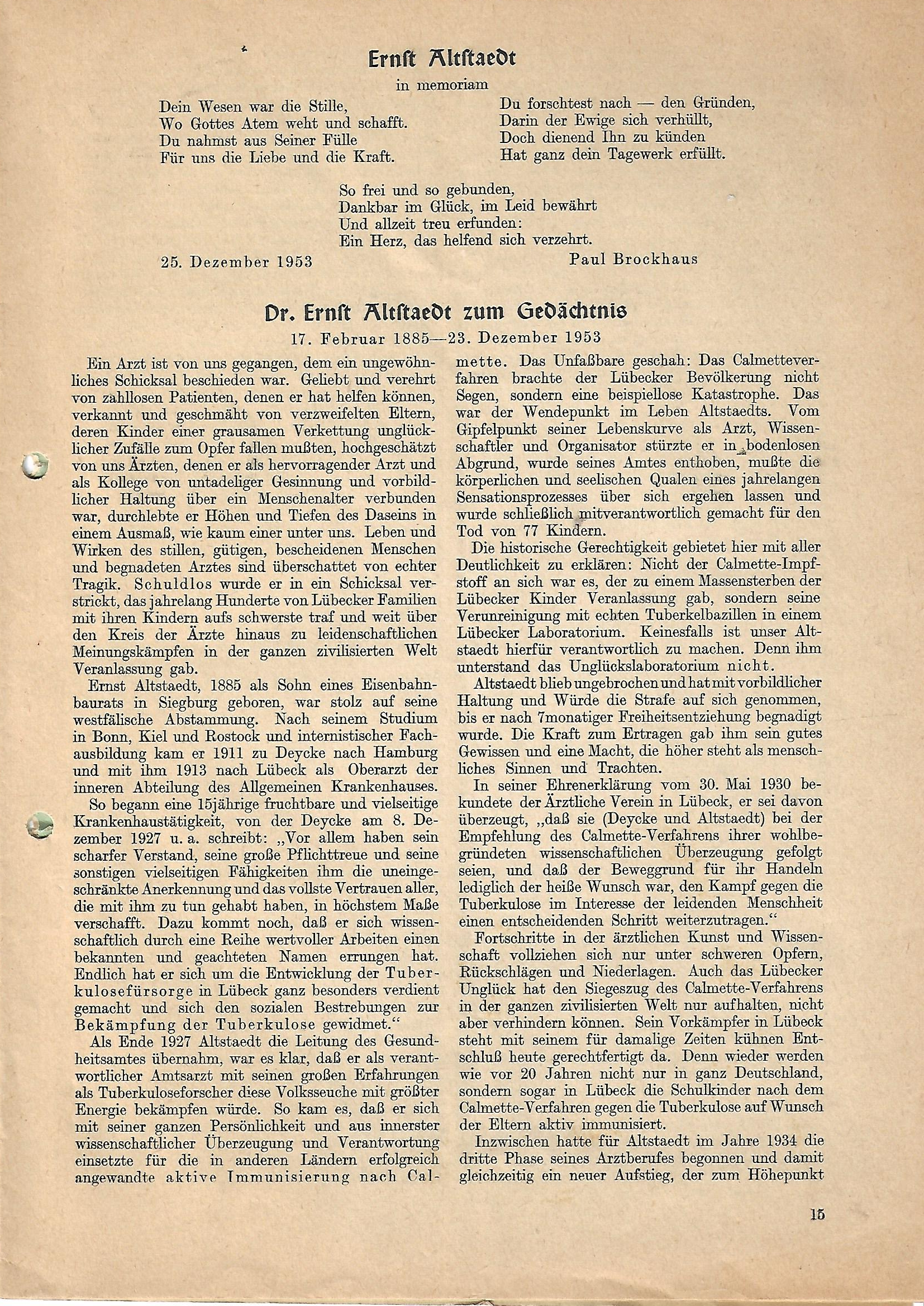
Nachruf auf Dr. Ernst Altstaedt (gest. 23. Dezember 1953) von Dr. Friedrich von Rohden in den Lübeckischen Blättern, Ausgabe vom 24. Januar 1954

Ernst Altstaedt  (* 17. Februar 1885 in Siegburg; † 23. Dezember 1953 in Lübeck) war ein deutscher Internist (Facharzt für innere Medizin) und verantwortlich für das Lübecker Impfunglück.

## Leben
Altstaedt studierte an der Universität Bonn und gehörte seit 1903 der Burschenschaft Alemannia Bonn an. Er absolvierte seine Ausbildung in Hamm und am Eppendorfer Krankenhaus in Hamburg als ein Schüler der Tuberkuloseforscher Brauer, Much und Deycke. 1913 ging er zusammen mit Georg Deycke nach Lübeck. Dort wurde er 1914 Oberarzt und Leiter der physikalischen Abteilung. Er bemühte sich mit großem Einsatz und Ehrgeiz um die Tuberkulosefürsorge in Lübeck.
Seit 1928 war er Stadtphysikus und damit Fachbeamter des Gesundheitsamtes in Lübeck unter dem Leiter Senator Fritz Mehrlein. Nach dem Lübecker Impfunglück wurde er im Calmette-Prozess zu 15 Monaten Haft verurteilt, kam aber nach 7 Monaten Haft wieder frei. Von 1934 bis 1953 war er frei praktizierender Internist.